# Textbaustein
Ein Textbaustein ist ein Textfragment, das wiederkehrende Verwendung findet. Der Begriff wird sowohl in der Textverarbeitung als auch in der Sprachwissenschaft mit abweichenden Bedeutungen verwendet.
In der Textverarbeitung ist ein Textbaustein ein vorgefertigter Text, der in einen anderen Text eingefügt wird. Innerhalb eines Office-Pakets kann er mittels einer Kurzbezeichnung aufgerufen werden. Ein anderes Wort für Textbaustein ist AutoText-Eintrag.
Außerdem existieren spezielle Programme, die Textbausteine verwalten und systemweit zur Verfügung stellen. Textbausteine sparen die wiederholte Eingabe gleichartiger Sätze, zum Beispiel auch in Form automatisierter Antworten in der Kundenbetreuung.
In der Sprachwissenschaft sind Textbausteine sprachliche Einheiten, die in gleicher oder ähnlicher Form häufig verwendet werden, um Sätze oder Absätze miteinander zu verbinden. Sie zeichnen sich durch leichte Einprägsamkeit aus und lassen sich vom Kontext unabhängig einsetzen. Beispiele sind Formulierungen wie „Mit freundlichen Grüßen“ oder „Dabei fällt auf“.
In der kontrastiven Linguistik ermöglicht eine Gegenüberstellung von Textbausteinen zweier Sprachen einfache Beobachtungen über das Verhältnis der Sprachen zueinander. Wegen ihrer schematischen Form eignen sich Textbausteine wiederum als Grundlage für AutoText-Einträge in der computergestützten Übersetzung.
Boilerplate bezeichnet einen gleichbleibenden Textblock meist am Ende eines Texts, meistens im Zusammenhang mit Programmierung oder Medienmitteilungen.
Mit Social Media hat sich eine andere Form von Textbausteinen etabliert: der virtuelle Textbaustein. Hierbei handelt es sich um vorgefertigte Landeseiten (Landingpages), auf denen sich Informationen befinden, die im Bedarfsfall per E-Mail verschickt werden können. Sie können sowohl informativ, als auch werblich genutzt werden, um dem Adressaten die gewünschte Information zukommen zu lassen, ohne sie immer wieder neu schreiben zu müssen. Die vorgefertigten Informationen können neben Textinformationen auch Informationsvideos, Links zu anderen Seiten und Kontaktformulare beinhalten.

## Textbausteine als Produktivitätstool (Software)
Im Bereich der Textverarbeitung sind Textbausteine zentrale Elemente zur Steigerung der Produktivität. Sie ermöglichen es, häufig genutzte Phrasen, Sätze oder ganze Absätze als vorgefertigte Einheiten zu speichern und bei Bedarf in Dokumente oder Formulare einzufügen. Diese Funktionalität reduziert den Zeitaufwand für repetitive Schreibaufgaben erheblich und minimiert Tippfehler. 
Spezielle Textbaustein-Software erweitert diese Grundidee, indem sie systemweit abrufbare Textfragmente bereitstellt. Diese Tools finden besonders in der Bürokommunikation, Kundenbetreuung und in technischen Dokumentationen Anwendung. Einige dieser Tools besitzen die Fähigkeit, komplexe Textvorlagen zu verwalten und diese dynamisch mit Variablen (z. B. Namen, Daten) zu kombinieren. Ein Beispiel dafür ist das Programm AutoHotkey, welches sowohl einfache Textbausteine als auch komplexere Workflows unterstützen.

### Open Source
- AutoHotkey – Skriptsprache für Automatisierung und Texterweiterung unter Windows.
- AutoKey – Skriptprogramm für Textbausteine und Automatisierung unter Linux.
- espanso – Plattformübergreifendes Textbaustein-Tool.

### Kommerziell
- aText – Texterweiterung für Windows und macOS.
- Breevy – Windows-basierte Texterweiterung.
- FastFox – Texterweiterung für Windows.
- Keyboard Maestro – Automatisierungssoftware für macOS.
- PhraseExpander – Professionelles Texterweiterungstool für Windows.
- PhraseVault – Quelloffene und kommerzielle Textbaustein-Software für Windows.
- Text Blaze – Chrome-Erweiterung für Texterweiterungen in Webanwendungen.
- TextExpander – Plattformübergreifende Lösung für Texterweiterung.